# Долења вас при Чрномљу
Долења вас при Чрномљу (словен. Dolenja vas pri Črnomlju) је насељено место у општини Чрномељ, регија Југоисточна Словенија, Словенија.

## Историја
До територијалне реорганизације у Словенији била је у саставу старе општине Чрномељ.

## Становништво
У попису становништва из 2011. године, Долења вас при Чрномљу је имала 51 становника.
| Број становника према пописима | Број становника према пописима | Број становника према пописима |
| ------------------------------ | ------------------------------ | ------------------------------ |
| 1991                           | 2002                           | 2011                           |
| 54                             | 53                             | 51                             |

Напомена: Године 1952. повећано за насеље Жагарци, које је укинуто. Све до 1955. године исказивано под именом Долења вас.